# Киви (воће)
Киви (лат. Actinidia deliciosa) је стабласта биљка из породице Actinidiaceae. Пореклом је из Кине, где је њен плод проглашен за национално воће. У зависности од места на којем расте може да достигне висину и до 9 m. У народу је популарна по свом плоду, који се највише користе у исхрани, мада је све чешћа употреба плода кивија и у козметичкој сврхи.
Киви је јестива бобица неколико врста дрвенасте лозе из рода . Најчешћа група сорти кивија (Actinidia deliciosa 'Hayward') је овална, отприлике величине великог кокошијег јајета: 5—8 centimetres (2—3 inches) у дужину и 4,5—5,5 cm (1 3⁄4—2 1⁄4 in)) у пречнику. Има танку, расплинуту, влакнасту, киселу, али јестиву светлосмеђу кожу и светло зелено или златно месо са редовима ситних, црних, јестивих семенки. Плод је меке текстуре са слатким и јединственим укусом.
Киви је пореклом из централне и источне Кине. Први забележени опис кивија датира из 12. века за време династије Сонг. Почетком 20. века, узгој кивија се проширио из Кине на Нови Зеланд, где су се појавиле прве комерцијалне садње. Воће је постало популарно код британских и америчких војника стационираних на Новом Зеланду током Другог светског рата, а касније је постало уобичајено да се извози, прво у Велику Британију, а затим у Калифорнију 1960-их.

## Узгајање
| Италија                                                                                | 0.48 |
| Нови Зеланд                                                                            | 0.28 |
| ДР Конго                                                                               | 0.15 |
| Француска                                                                              | 0.08 |
| Грчка                                                                                  | 0.04 |
| Јапан                                                                                  | 0.04 |
| Иран                                                                                   | 0.02 |
| Сједињене Државе                                                                       | 0.02 |
| Канада                                                                                 | 0.01 |
| Камбоџа                                                                                | 0.01 |
| Светски принос                                                                         | 1.14 |
| Извори: УН Организација за храну и пољопривреду (FAO)Архивирано на веб-сајту (19. јун 2006) |      |

Киви се може узгајати у већини умерених клима са одговарајућом летњом топлотом. Тамо где расплинути киви (A. deliciosa) не успева, друге врсте се могу узгајати као замене.

### Узгој
Често у комерцијалном узгоју, различите расе се користе за подлоге, биљке које доносе плодове и опрашиваче. Дакле, произведено семе је укрштање својих родитеља. Чак и ако се исте расе користе за опрашиваче и плодоносне биљке, не постоји гаранција да ће плод имати исти квалитет као и родитељ. Поред тога, садницама је потребно седам година пре него што процветају, те је одређивање да ли киви доноси плодове или је опрашивач дуготрајно. Због тога се већина плодова кивија, са изузетком подлога и нових сорти, размножава асексуално. Ово се ради калемљењем воћарске биљке на подлогу узгојену из расада или, ако се жели да биљка буде права сорта, на подлогу узгојену из резница зреле биљке.

## Име
Ово воће је имало дугу традицију пре него што су Европљани сазнали за њега. Сходно томе, у својој прапостојбини постоји многобројни друга имена.
Ране сорте су описане у каталогу расадника из 1904. године као да имају „…јестиво воће величине ораха и укус зрелог огрозда“, што је довело до назива кинески огрозд. Године 1962. узгајивачи на Новом Зеланду почели су да га зову „киви“ (huakiwi) због његовог маљавог изгледа сличног птици киви зарад извозног маркетинг. Назив је први пут регистровао Турнерс & Гроверс 15. јуна 1959. и касније комерцијално усвојен 1974. године. На Новом Зеланду и Аустралији, сама реч „киви“ се односи искључиво на птицу или се користи као надимак за Новозеланђане; скоро се никада не користи за означавање воћа. Киви је од тада постао уобичајен назив за све комерцијално узгајане зелене плодове кивија из рода . У Сједињеним Државама и Канади, скраћени назив киви се обично користи када се мисли на воће.
На кинеском:
- Макаки бресква (獼猴桃 Пинјин: míhóu táo): најчешћи назив
- Макаки крушка (猕猴梨 míhóu lí)
- Винска крушка (藤梨 téng lí)
- Сунчана бресква (阳桃 yáng táo), првобитно се употребљавало за киви, мада је све чешћа и употреба за карамболу.
- Дрво бобића (木子 mù zi)
- Длакаво жбунасто воће (毛木果 máo mù guǒ)
- Необично или Чудно воће (奇異果 Пинјин: qíyì guǒ, Jyutping: kei4 ji6 gwo2): најчешће се употребљује на Тајвану и у Хонгконгу.

## Историја
Киви је пореклом из централне и источне Кине. Први забележени опис кивија датира из 12. века у Кини за време династије Сонг. Како је обично прикупљана из природе и конзумирана у медицинске сврхе, ова биљка се ретко култивирала или узгајала. Узгој кивија проширио се из Кине почетком 20. века на Нови Зеланд, где је дошло до прве комерцијалне садње. Воће је постало популарно код британских и америчких војника стационираних на Новом Зеланду током Другог светског рата, а касније је извезено, прво у Велику Британију, а затим у Калифорнију 1960-их.
На Новом Зеланду током 1940-их и 1950-их, ово воће је постало пољопривредна роба кроз развој комерцијално одрживих сорти, пољопривредних пракси, отпреме, складиштења и маркетинга.

## Карактеристике
Природна станишта Кивија су брежуљкасти простори Кине, Јапана и Сибира, где расте на висини између 600 и 2000 m надморске висине.
Листови кивија су дугуљасти овалног и кружног облика. Доминирају величине између 7.5 и 12.5 cm. Листови старијих биљака су тамнозелене боје, док су код млађих стабљика зеленији са црвеним тоновима.
Цветови кивија су жуте и беле боје. Двополни су што значи да на једној јединци могу да се нађу и мушки и женски цветови, што доприноси бољем и бржем размножавању. Најчешће се ради о цвету са 5-8 латица. Дрво цвета током новембра Киви је карактеристичног ароматичног мириса.
Плод кивија употребљава се у исхрани као воће, мада захваљујући савременој технологији и новим научним открићима његова употреба је све већа и у козметичкој индустрији. Поред свежег плода, користи се и за припрему посластица.

## Људска исхрана
Киви се може јести сиров, користити за прављење сокова, бити састојак пецива, припремати уз месо или користити као украс. Цело воће, укључујући и кожу, погодно је за људску исхрану; међутим, кожа маљавих варијанти се често одбацује због своје текстуре. Исечен киви се дуго користио као украс уз шлаг на павловој торти, десерту на бази беланцета. Традиционално у Кини, киви се није јео из задовољства, већ се давао као лек деци да би им помогао да расту и женама које су се породиле да би им се помогло да се опораве.
Сирови киви садржи актинидаин који је комерцијално користан као средство за омекшавање меса и вероватно као помоћ при варењу. Актинидаин такође чини сирови киви неприкладним за употребу у десертима који садрже млеко или било које друге млечне производе, јер ензим вари млечне протеине. Ово се односи на десерте на бази желатина, због чињенице да ће актинидаин растворити протеине у желатину, узрокујући да се десерт разблажи или спречава да се очврсне.

### Исхрана
У количини од 100 g (3,5 oz) зелени киви даје 255 kilojoules (61 kilocalories) енергије хране, састоји се од 83% воде и 15% угљених хидрата, са занемарљивим колочинама протеина и масти (табела). Посебно је богат витамином Ц (112% ДВ) и витамином К (38% ДВ), има умерен садржај витамина Е (10% ДВ), без других микронутријената у значајном садржају. Златни киви има сличну нутритивну вредност, али већи садржај витамина Ц, (194% ДВ, табела).
Уље семена кивија садржи у просеку 62% алфа-линолеинске киселине, омега-3 масне киселине. Пулпа кивија садржи каротеноиде, као што су бета-каротен провитамин А, лутеин и зеаксантин.

### Алергије
Актинидаин који се налази у кивију може бити алерген за неке појединце, укључујући и децу. Најчешћи симптоми су непријатан свраб и бол у устима, са звиждањем као најчешћим тешким симптомом; може доћи до анафилаксије.